# Weißkehl-Rundohrblattnase

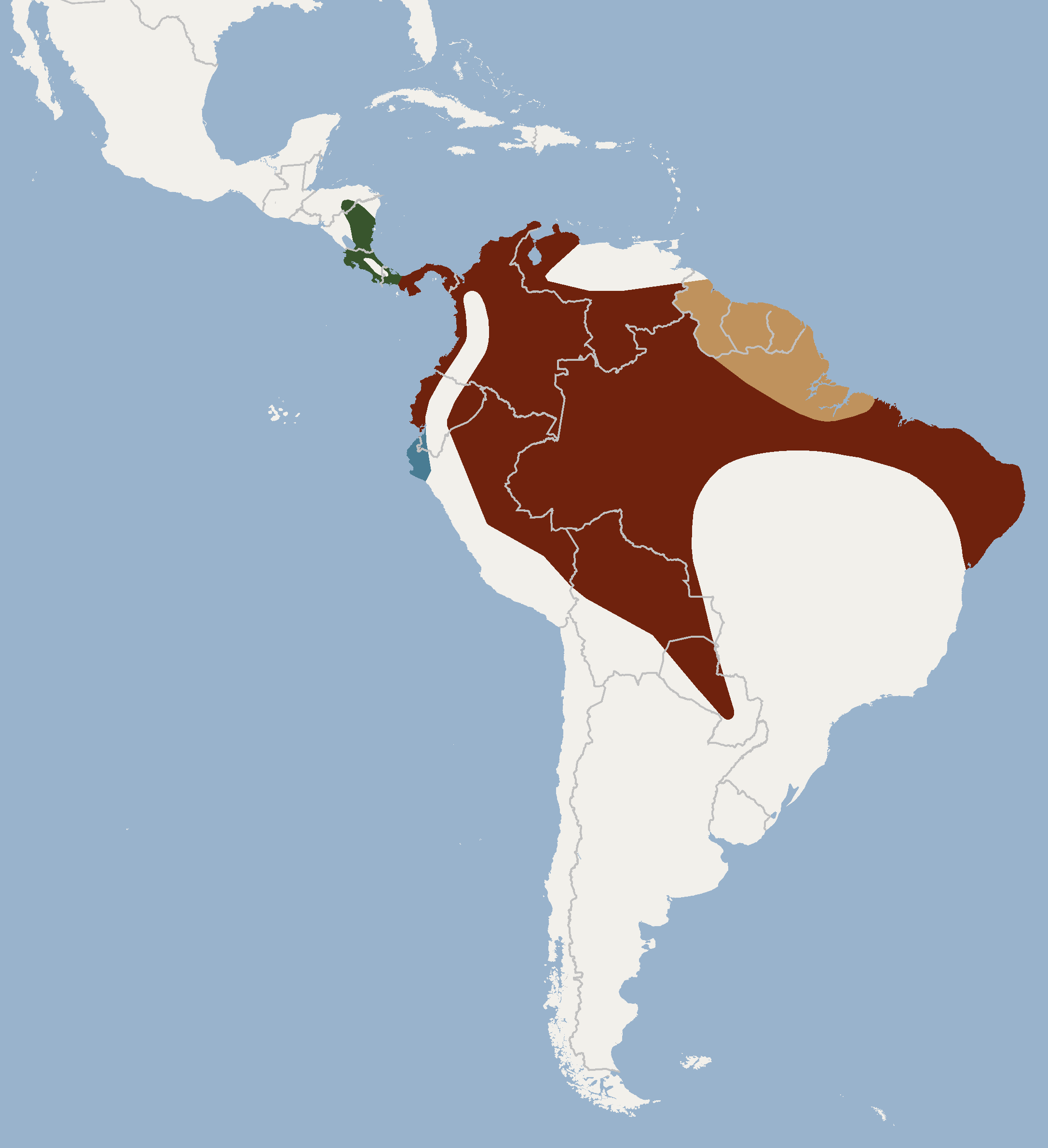
Verbreitungsgebiet der Weißkehl-Rundohrblattnase mit verschiedenen Farben für die Unterarten, noch mit der Westlichen Rundohrblattnase (Lophostoma occidentalis) als Unterart
L. s. silvicolum
L. s. centralis
L. s. occidentalis
L. s. laephotis

Die Weißkehl-Rundohrblattnase (Lophostoma silvicolum) ist ein in Mittel- und Südamerika verbreitetes Fledertier in der Familie der Blattnasen. Die Art wurde zeitweilig in der Gattung Tonatia gelistet. Das Typusexemplar stammt aus der Region Yungas in Bolivien. Der Artzusatz im wissenschaftlichen Namen bedeutet Dschungelbewohner.

## Merkmale
Die Art ist der Davis-Rundohrblattnase (Lophostoma evotis) sehr ähnlich, die ebenfalls eine graue Unterseite hat und die noch bis in die 1990er Jahre als Unterart der Weißkehl-Rundohrblattnase galt. Die Zahnreihe im Oberkiefer ist bei dieser Art 9,5 mm lang oder länger und es sin helle Flecken am Ansatz der Ohren vorhanden. Viele Exemplare besitzen einen weißen Fleck auf der Kehle. Mit einer Unterarmlänge von 50 bis 59 mm und einem Gewicht von 21 bis 38 g ist die Art etwas größer als die Davis-Rundohrblattnase. Typisch für den Kopf sind lange abgerundete Ohren, eine spärliche Behaarung der Schnauze, ein Nasenblatt dessen hufeisenförmige Grundform mit der Oberlippe verwachsen ist und V-förmige Polster auf der Unterlippe. Auf dem Hufeisen befindet sich ein blattförmiger Aufsatz und der Schwanz ist in die Schwanzflughaut eingebettet. Er reicht nur bis zu deren Mitte. Der weiße Fleck auf der Kehle setzt sich manchmal auf dem Bauch bis zum Leistenbereich fort. In Körpernähe kommen auf den Unterarmen Haare vor. Weitere Kennzeichen sind robuste Backenzähne, lange Eckzähne und ein gut ausgebildeter Scheitelkamm. Je nach Population hat das Fell eine graue, rotbraune oder schwarze Farbe. Im Gegensatz zur Großen Rundohrblattnase (Tonatia bidens) fehlt dieser Fledermaus ein heller Streifen auf der Kopfoberseite. Diese Art hat einen Hautstreifen auf der Stirn, der die Ohren verbindet und eine teilweise gezähnte Außenkante an den Ohren. Männchen produzieren mit ihren Speicheldrüsen ein Duftsekret, dass bei der Interaktion mit Weibchen benutzt wird.
Die Gesamtlänge liegt bei 97,5 bis 102,5 mm, inklusive eines 15 bis 21 mm langen Schwanzes. Es sin etwa 15 mm lange Hinterfüße und 29 bis 36,5 mm lange Ohren vorhanden. Diese Fledermaus hat schwarze Flughäute. Die Zahnformel lautet I 2/1, C 1/1, P 2/3, M 3/3, was 32 Zähne im Gebiss ergibt. Die Weißkehl-Rundohrblattnase hat einen diploiden Chromosomensatz mit 34 Chromosomen (2n=34).

## Verbreitung
Das Verbreitungsgebiet reicht vom südöstlichen Honduras und dem östlichen Nicaragua über das Amazonasbecken zum nordöstlichen Brasilien sowie über Bolivien bis nach Paraguay. In Ecuador und Peru bewohnt sie nur die östlichen Ausläufer der Anden. Diese Blattnase lebt im Flach- und Bergland bis 1845 Meter Höhe. Sie hält sich in feuchten Wäldern auf und besucht Schneisen mit Ackerland.

## Lebensweise
Die Exemplare sind vor allem in den ersten zwei Stunden nach dem Sonnenuntergang aktiv. Sie ruhen am Tage in Termitenhügeln, die mit einem Loch an der Unterseite erreicht werden. Andere Exemplare hängen an Ästen oder verstecken sich in Baumhöhlen. Die Weißkehl-Rundohrblattnase jagt vor allem Insekten, die sie von Blättern absammelt. Zusätzlich zählen Früchte zur Nahrung, die in bestimmten Regionen und zu bestimmten Zeiten 100 Prozent der Mahlzeit ausmachen können. Ein Individuum hatte Knochenreste und Fleisch eines nicht bestimmbaren Wirbeltiers im Magen. Im Tagesquartier ruhen gewöhnlich 6 bis 18 Exemplare zusammen. Manchmal wird der Termitenhügel mit der Großen Lanzennase (Phyllostomus hastatus) geteilt. In zu Untersuchungen aufgestellten Japannetzen wurden zusammen mit dieser Art 41 andere Fledermausarten gefangen. Der Ruf zur Echoortung ist kürzer als zwei Millisekunden. Die wenigen vorhandenen Daten lassen auf mindestens zwei Paarungszeiten pro Jahr schließen. Vermutlich paaren sich Weibchen kurz nach Geburt des einzigen Nachkommen erneut. Junge Weibchen sind nach etwa sechs Monaten geschlechtsreif. Ein Versteck wird etwa 5 bis 10 Tage genutzt.

## Gefährdung
Regional können sich Waldrodungen negativ auswirken. Die IUCN listet die Art aufgrund ihrer weiten Verbreitung als nicht gefährdet (least concern).